# Elizabeth de Burgh
Elizabeth de Burgh, född omkring 1284 i Dunfermline i Fife i Skottland, död 27 oktober 1327 på slottet Cullen Castle i Banffshire i Skottland, var genom sitt äktenskap med Robert I drottning av Skottland från 1306 till sin död.

## Biografi
Elizabeth var dotter till Richard Óg de Burgh och Margarite de Burgh.
År 1302 giftes hon bort med den då 28-årige Robert och blev drottning, när han gjorde sig till skottarnas konung den 25 mars 1306. Elizabeth kröntes med Robert den 27 mars 1306 i Scone. Hon är känd för den kommentar hon gav efter kröningen: 
"Ack, vi är bara kung och drottning av maj!".
Kröningen skedde i trots av Englands förklarade överhöghet och uppfattades av England som uppror och förräderi. Elizabeth och de övriga kvinnliga medlemmarna av kungahuset, Bruces dotter Marjorie och hans systrar Christina Bruce och Mary Bruce, sändes därför till kungens bror Nigel på Kildrummy Castle för sin säkerhets skull. Efter Englands seger i slaget vid Methven den 19 juni 1306 erövrades Kildrummy Castle av den engelska armén. Elizabeth och de övriga kvinnorna hade lyckats fly till St. Duthac i Tain, men blev snart överlämnade i engelsk fångenskap och fördes till England tillsammans  med Robert Bruces anhängare grevinnan Isabella MacDuff av Buchan.
Bruces syster Mary Bruca placerades i en träbur vid krönet på Roxburgh Castle, och samma sak hände med grevinnan Isabella MacDuff av Buchan på Berwick Castle. Bruces dotter Marjorie Bruce placerades i klostret i Watton, och hans syster Christina i ett annat kloster, medan Elizabeth sattes i husarrest. Hon satt fången i åtta år: 1306–1308 i Burstwick-in-Holderness i Yorkshire, 1308–1312 i Bisham Manor i Berkshire och därifrån till Windsor Castle, Shaftesbury Abbey, Barking Abbey och Rochester Castle. Efter slaget vid Bannockburn 1314 fördes hon till York där hon fick audiens hos Edvard II av England. Hon utväxlades sedan till Skottland vid freden 1314.
Mellan 1315 och 1327 fick de fyra barn, av vilka det sistas födsel ledde till Elizabeths död i barnsäng.

## Barn
1. Margareta: född mellan 1315 och 1323, död 30 mars 1346 i barnsäng, gift med William de Moravia, 5:e earl av Sutherland
2. Matilda: född mellan 1315 och 1323, död 30 juli 1353, gift med Thomas Isak
3. David, född 5 mars 1324, död 22 februari 1371, kung av Skottland efter sin far
4. John, född och död i oktober 1327